# Dale Coyne Racing

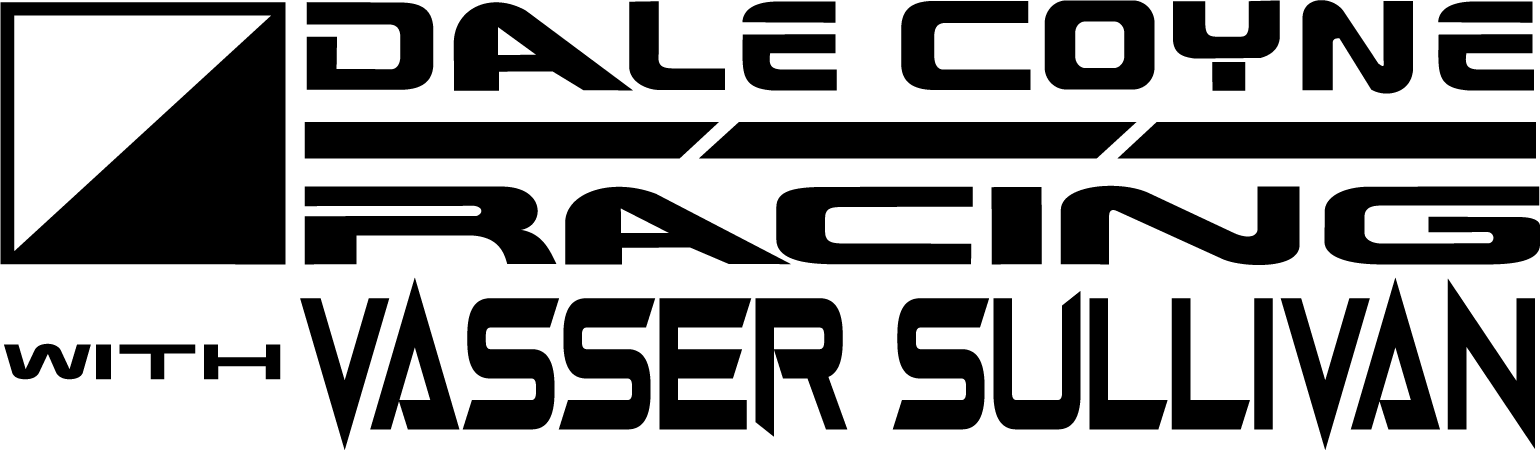
Logo zespołu

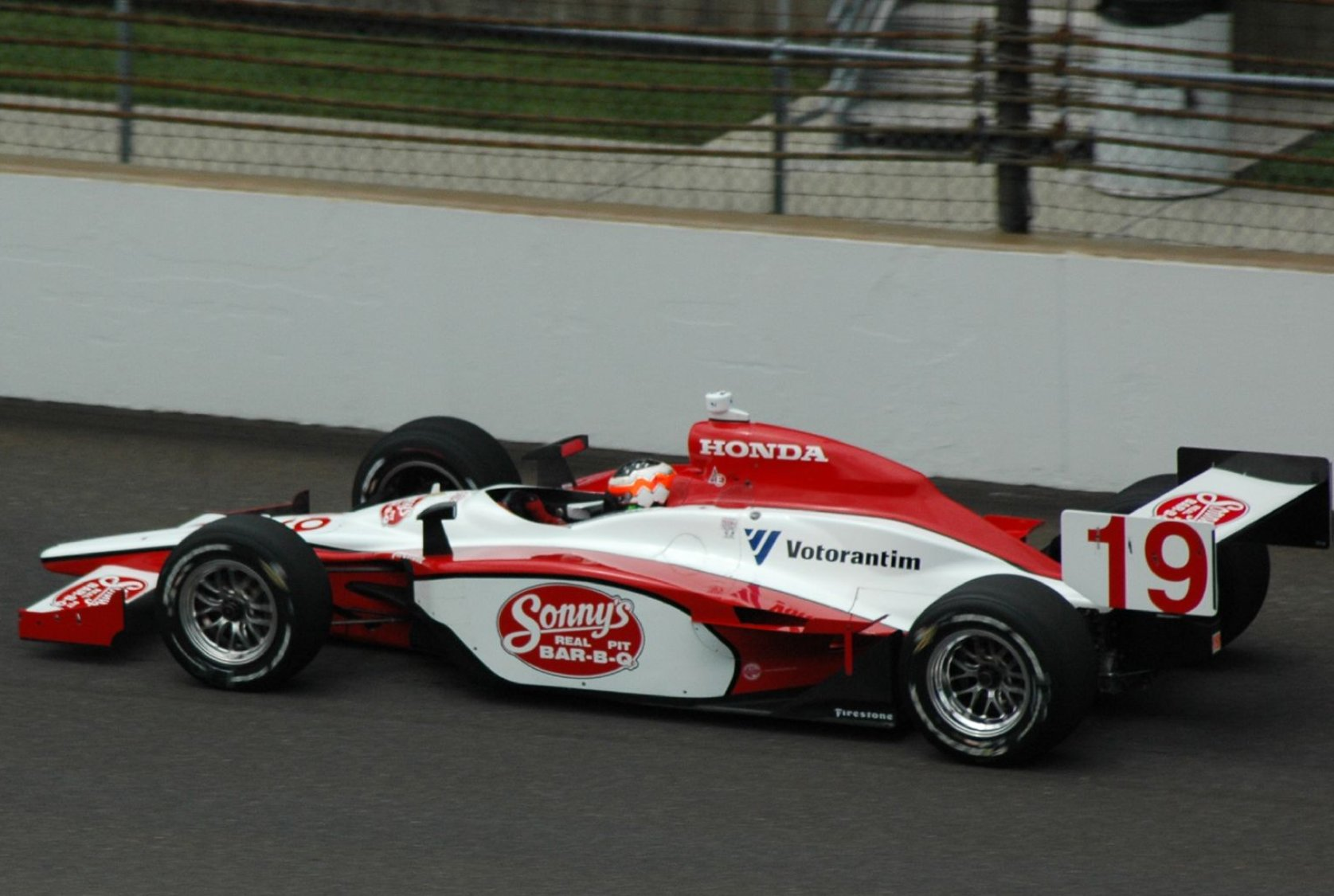
Mario Moraes w 2008 roku

Dale Coyne Racing – zespół wyścigowy, uczestniczący w serii IRL IndyCar Series.

## CART/Champ Car
Zespół założył kierowca wyścigowy Dale Coyne w 1986 roku (chociaż pierwsze pojedyncze starty pod banerem Dale Coyne Racing zaliczył w 1984 i 1985 roku). Początkowo zespół budował swoje własne nadwozie, oznaczone jako DC-1, jednak słabe osiągi i spora awaryjność sprawiły, że po sezonie 1986 zrezygnowano z niego.
Po sezonie 1988 Dale Coyne zrezygnował z regularnych startów i skupił się na zarządzaniu zespołem. Coyne znany jest z dawania możliwości startu młodym, zdolnym zawodnikom. Jednym z takich debiutantów był Paul Tracy, który w 2003 roku zdobył tytuł mistrzowski (startując w zespole Forsythe Racing).
W 1995 roku współwłaścicielem zespołu został Walter Payton, była gwiazda futbolu amerykańskiego, od tego momentu zespół nosił nazwę Payton/Coyne Racing. Po śmierci Paytona, od sezonu 2000, zespół powrócił do nazwy Dale Coyne Racing.
Zespół należał zawsze do najskromniejszych budżetowo w stawce, dlatego bardzo często kierowcami zostawali zawodnicy płacący za starty lub przyprowadzający własnych sponsorów. Taka sytuacja sprawiła, że w 2001 roku nie kompletując odpowiedniego budżetu zespół zawiesił starty po 2 wyścigach. Do końca 2002 roku wystartował w tylko w kilku wyścigach, ale od sezonu 2003 powrócił do regularnych występów.
W 2004 roku kierowcą ekipy został Oriol Servià, który zdobył kilka wysokich miejsc (m.in. trzecie miejsce w Laguna Seca – pierwsze podium w historii zespołu). W 2007 roku natomiast kierowcą został Bruno Junqueira, który zajmował regularnie wysokie miejsca (11 razy w pierwszej dziesiątce, 3 razy na podium) i ostatecznie zajął siódme miejsce w klasyfikacji sezonu.

### Kierowcy
- Dale Coyne (1984-1989, 1991)
- Dominic Dobson (1988)
- Tony Bettenhausen Jr. (1989)
- Guido Daccò (1989)
- Scott Harrington (1989)
- Ken Johnson (1989)
- Fulvio Ballabio (1989-1990)
- Dean Hall (1990)
- Jeff Wood (1991)
- Paul Tracy (1991)
- Cornelius Euser (1991)
- Michael Greenfield (1991)
- Randy Lewis (1991)
- Dennis Vitolo (1991-1992, 1994, 1997-1999)
- Ross Bentley (1991-1994)
- Buddy Lazier (1991, 1995)
- Brian Bonner (1992-1993)
- Éric Bachelart (1992-1993, 1995)
- Robbie Buhl (1993-1994)
- Johnny Unser (1993-1994)
- Brian Till (1994)
- Mauro Baldi (1994)
- Alessandro Zampedri (1994-1995)
- Hiro Matsushita (1996)
- Roberto Moreno (1996-1997)
- Paul Jasper (1997)
- Christian Danner (1997)
- Charlie Nearburg (1997)
- Michel Jourdain Jr. (1997-1999)
- Gualter Salles (1998-2000, 2003)
- Memo Gidley (1999)
- Luiz Garcia Jr (1999, 2001)
- Takuya Kurosawa (2000)
- Tarso Marques (2000, 2004-2005)
- Alex Barron (2000)
- Michael Krumm (2001)
- Townsend Bell (2001)
- André Lotterer (2002)
- Geoff Boss (2003)
- Joël Camathias (2003)
- Roberto Gonzalez (2003)
- Alex Yoong (2003)
- Alex Sperafico (2003)
- Gastón Mazzacane (2004)
- Jaroslav Janiš (2004)
- Oriol Servià (2004-2005)
- Ricardo Sperafico (2005)
- Michael Valiante (2005)
- Ronnie Bremer (2005)
- Ryan Dalziel (2005)
- Juan Cáceres (2006)
- Cristiano da Matta (2006)
- Mario Dominguez (2006)
- Jan Heylen (2006)
- Andreas Wirth (2006)
- Katherine Legge (2007)
- Bruno Junqueira (2007)

## IRL IndyCar Series
Przed rozpoczęciem sezonu 2008, seria Champ Car połączyła się z konkurencyjną Indy Racing League. Zespół Dale’a Coyne’a wystartował w połączonej serii z dotychczasowym kierowcą Bruno Junqueirą i nowym Mario Moraesem. Początki nie były łatwe, dopiero w drugiej części sezonu wywalczyli kilka lepszych wyników (5 razy w pierwszej dziesiątce) i w klasyfikacji końcowej sezonu zajęli dopiero 20. i 21. miejsce.
W sezonie 2009 zespół wystawiał regularnie tylko jeden samochód, a jego kierowcą był Justin Wilson. 5 lipca na torze Watkins Glen International Wilson odniósł pierwsze zwycięstwo w historii startów zespołu w IndyCar. W sezonie 2010 kierowcami Coyne’a zostali nowicjusz Alex Lloyd i wspierana wenezuelskimi petrodolarami koncernu naftowego CITGO, Milka Duno.
W sezonie 2011 w zespole wystartował czterokrotny mistrz Champ Car, Sébastien Bourdais, zmieniany na torach owalnych przez Alexa Lloyda. Drugi samochód poprowadził debiutant James Jakes. W 2012 Jakes kontynuował starty w barwach zespołu, a do drugiego pojazdu wsiadł ponownie Justin Wilson, który na torze Texas Motor Speedway odniósł kolejne zwycięstwo dla zespołu – tym razem pierwsze na torze owalnym. W sezonie 2013 Wilson dzięki wielu dobrym występom zajął szóste miejsce w klasyfikacji, najwyższe w historii zespołu. W drugim z samochodów zasiadało w sumie pięciu kierowców, w tym Mike Conway, który wygrał jeden z wyścigów w Detroit.

### Kierowcy
- Bruno Junqueira (2008)
- Mario Moraes (2008)
- Justin Wilson (2009, 2012-2014)
- Tomas Scheckter (2009)
- Milka Duno (2010)
- Alex Lloyd (2010-2011)
- Sébastien Bourdais (2011)
- James Jakes (2011-2012)
- Ana Beatriz (2013)
- Mike Conway (2013)
- Pippa Mann (2013-)
- James Davison (2013, 2015)
- Stefan Wilson (2013)
- Carlos Huertas (2014-)
- Francesco Dracone (2015)